# 植水村
植水村（うえみずむら）は、かつて埼玉県北足立郡にあった村で、現在はさいたま市西区の一部となっており、学校名などに植水の名が見られる。

## 歴史

### 沿革
- 1871年（明治4年）11月14日 (旧暦) - 浦和県・忍県・岩槻県の3県が合併して埼玉県が誕生。
- 1879年（明治12年）3月17日 - 郡区町村編制法により成立した北足立郡が発足。郡役所は浦和宿に設置。
- 1889年（明治22年）4月1日 - 町村制施行に伴い、植田谷本村・水判土村・佐知川村・中野林村・飯田村・三条町村・島根村が合併し、植水村が成立する[1]。村役場を大字植田谷本に設置。村名は古くからの地方名の植田谷領の「植」の字と水判土荘の「水」の字をそれぞれ合成して植水とした[1]。
- 1955年（昭和30年）1月1日 - 植水村が指扇村・馬宮村・片柳村・春岡村・七里村とともに大宮市へ編入される[2]。植水村消滅。同村の大字は存続され、大宮市へ継承された。

## 遺構

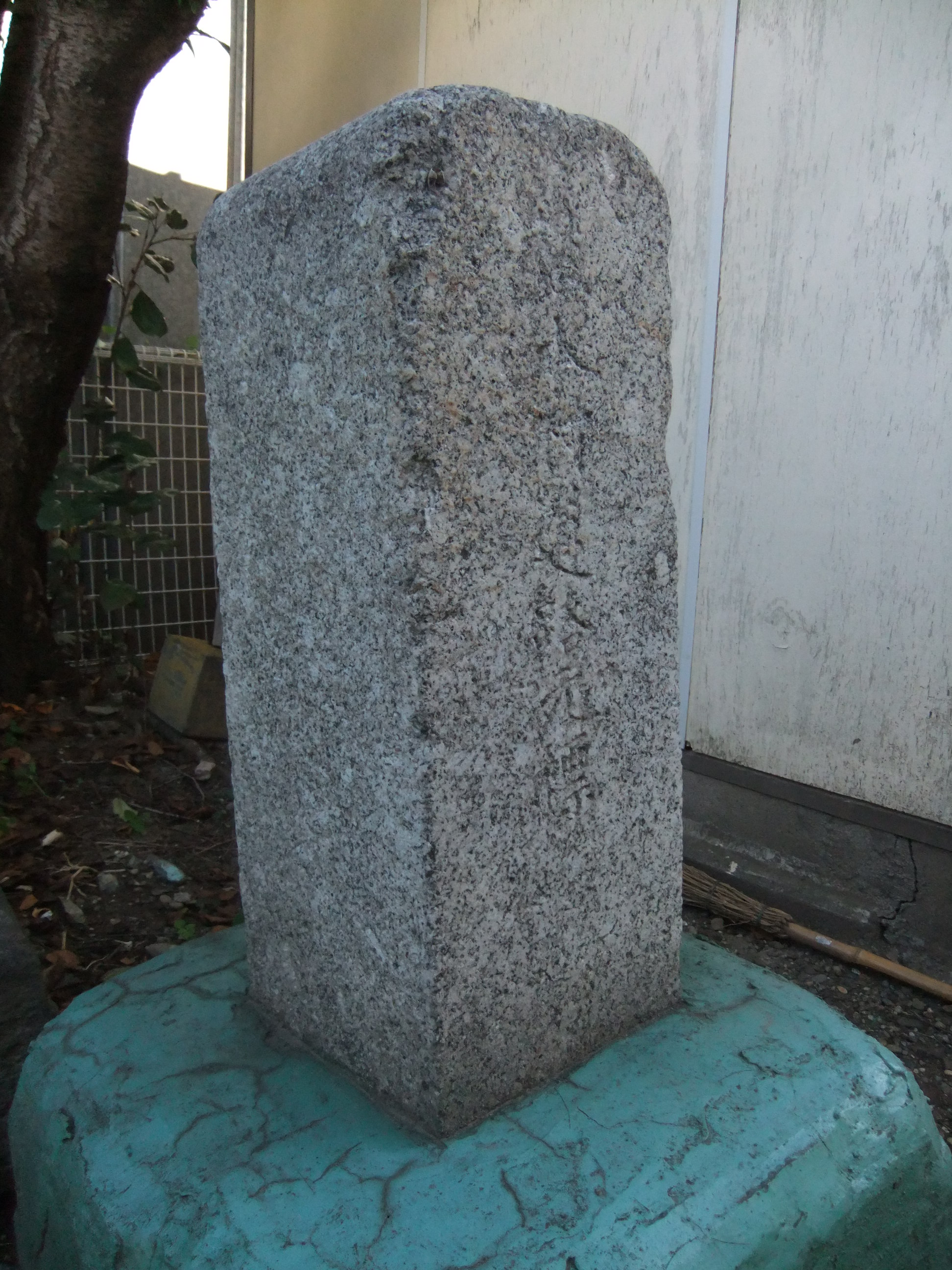
村役場跡（植水支所・植水公民館）の敷地に現存する植水村道路元標

植水村道路元標が村役場跡（現在の植水支所・植水公民館）の敷地に現存する。